# Lucien Bianchi
 Lucien Bianchi  va ser un pilot de curses automobilístiques belga que va arribar a disputar curses de Fórmula 1.
Lucien Bianchi va néixer el 10 de novembre del 1934 a Milà, Itàlia i va morir el 30 de març del 1969 en un accident al circuit de Le Mans, França.
Fora de la F1 va guanyar les 24 hores de Le Mans de l'any 1968.

## A la F1
Va debutar a la primera cursa de la temporada 1959 (la desena temporada de la història) del campionat del món de la Fórmula 1, disputant el 10 de maig del 1959 el GP de Mònaco al Circuit de Montecarlo.
Lucien Bianchi va participar en un total de dinou proves puntuables pel campionat de la F1, disputats en set temporades diferents no consecutives (1959 - 1968) assolí un tercer lloc com a millor classificació final en un GP.

## Resultats a la Fórmula 1
| Any  | Equip                    | Xassís   | Motor    | 1       | 2       | 3       | 4       | 5       | 6       | 7       | 8       | 9   | 10     | 11      | 12      | Posició | Punts |
| ---- | ------------------------ | -------- | -------- | ------- | ------- | ------- | ------- | ------- | ------- | ------- | ------- | --- | ------ | ------- | ------- | ------- | ----- |
| 1959 | Equip Nacional Belga     | Cooper   | Climax   | MON NVQ | 500     | HOL     | FRA     | GBR     | ALE     | POR     | ITA     | USA |        |         |         | -       | 0     |
| 1960 | Equip Nacional Belga     | Cooper   | Climax   | ARG     | MON     | 500     | HOL     | BEL 6   |         |         |         |     |        |         |         | 24è     | 1     |
| 1960 | Fred Tuck Cars           | Cooper   | Climax   |         |         |         |         |         | FRA Ret | GBR Ret | POR     | ITA | USA    |         |         | 24è     | 1     |
| 1961 | Equipe National Belge    | Emeryson | Maserati | MON NVQ | HOL     |         |         |         |         |         |         |     |        |         |         | -       | 0     |
| 1961 | Equipe National Belge    | Lotus    | Climax   |         |         | BEL Ret |         |         |         |         |         |     |        |         |         | -       | 0     |
| 1961 | UDT Laystall Racing Team | Lotus    | Climax   |         |         |         | FRA Ret | GBR Ret | ALE     | ITA     | USA     |     |        |         |         | -       | 0     |
| 1962 | Equipe National Belge    | Lotus    | Climax   | HOL     | MON     | BEL 9   | FRA Ret | GBR     |         |         |         |     |        |         |         | -       | 0     |
| 1962 | Equipe National Belge    | ENB      | Maserati |         |         |         |         |         | ALE 16  | ITA     | USA     | SUD |        |         |         | -       | 0     |
| 1963 | Reg Parnell Racing       | Lotus    | BRM      | MON     | BEL Ret | HOL     | FRA     | GBR     | ALE     | ITA     | USA     | MEX | SUD    |         |         | -       | 0     |
| 1965 | Scuderia Centro Sud      | BRM      | BRM      | SUD     | MON     | BEL 12  | FRA     | GBR     | HOL     | ALE     | ITA     | USA | MEX    |         |         | -       | 0     |
| 1968 | Cooper Car Co.           | Cooper   | BRM      | SUD     | ESP     | MON 3   | BEL 6   | HOL Ret | FRA     | GBR     | ALE Ret | ITA | CAN NC | USA Ret | MEX Ret | 17è     | 5     |

### Resum
| Curses: | Victòries: | Pòdiums: | Poles: | Voltes ràpides: | Punts: |
| ------- | ---------- | -------- | ------ | --------------- | ------ |
| 19      | 0          | 1        | 0      | 0               | 6      |